# Eleuterio Anguita
Eleuterio Anguita Hinojosa es un ex ciclista profesional español. Nació en Madrid el 31 de marzo de 1969. Fue profesional entre 1991 y 2001 ininterrumpidamente.
Su mayor éxito como profesional fue la consecución de la cuarta etapa de la Vuelta a España de 1997, con inicio en Huelva y final en Jerez de la Frontera (provincia de Cádiz).
Entre otras muchas competiciones a nivel nacional e internacional cabe destacar sus diez participaciones en la Vuelta ciclista a España (de 1992 a 2001) y dos Giro de Italia (1991 y 1995).

## Palmarés
1991
- 1 etapa de la Vuelta al Alentejo

1993
- 1 etapa de la Vuelta a Galicia

1995
- 1 etapa de la Vuelta al Alentejo

1997
- 1 etapa de la Vuelta a España

1998
- 1 etapa de la Vuelta a Burgos

2001
- 2 general Clásica Zaragoza-Sabiñanigo

## Equipos
- Seur (1991-1992)
- Deportpublic (1993-1994)
- Castellblanch (1995)
- MX Onda (1996)
- Estepona en Marcha (1997-1998)
- Fuenlabrada (1999)
- Jazztel-Costa de Almería (2000-2001)